# Juan de Borbón y Battenberg
Pour les articles homonymes, voir Jean de Bourbon et Jean III.
Titres
Prétendant alphonsiste au trône d’Espagne
15 janvier 1941 – 14 mai 1977
(36 ans, 3 mois et 29 jours)
Prince héritier d'Espagne
21 juin 1933 – 15 janvier 1941
(7 ans, 10 mois et 17 jours)
Juan de Borbón y Battenberg, plus communément désigné en français sous le nom de Juan de Bourbon, infant d'Espagne puis à partir de 1977, comte de Barcelone, né le 20 juin 1913 au palais royal de la Granja de San Ildefonso, près de Ségovie (en Espagne), et mort le 1er avril 1993 à Pampelune, est un membre de la branche espagnole de la maison de Bourbon, qui fut l'un des prétendants alphonsistes au trône d’Espagne sous le nom de « Juan III », avec de 1941 à 1977 le titre de courtoisie de comte de Barcelone. Il est le père de l’ancien roi d'Espagne Juan Carlos Ier et le grand-père de l'actuel roi Felipe VI.

## Famille

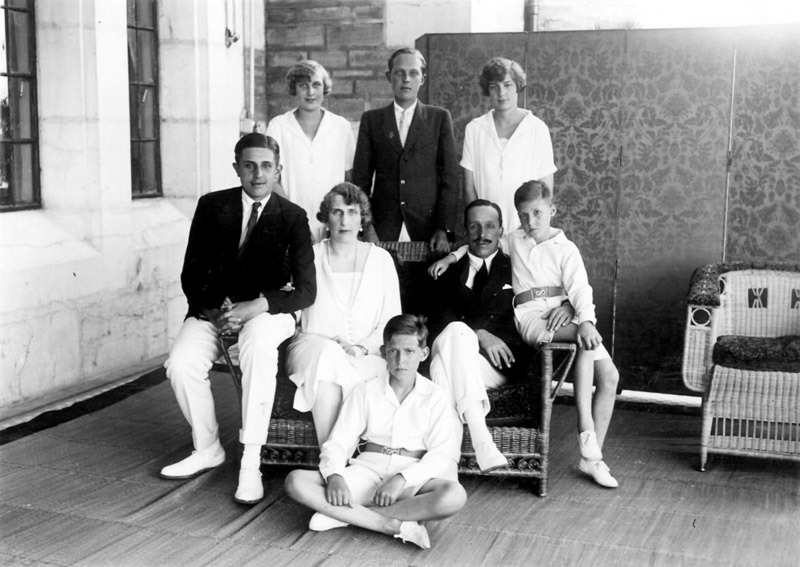
L'infant Juan, assis par terre, photographié avec le reste de sa famille.

L'infant Juan est le troisième fils et l'avant-dernier enfant du roi Alphonse XIII (1886–1941) et de son épouse, la princesse britannico-hessoise Victoire Eugénie de Battenberg (1887–1969). Il appartient donc à la branche alphonsiste de la famille royale d'Espagne.
Le 12 octobre 1935, il épouse à Rome la princesse María de las Mercedes de Borbón, sa cousine, elle-même fille de l'infant Charles de Bourbon-Siciles (1870–1949) et de sa seconde épouse, française, Louise d'Orléans (1882–1958).
De ce mariage, naissent quatre enfants (dont l'un devient roi d'Espagne) :
- María del Pilar de Borbón (1936–2020), infante d'Espagne (1987) et duchesse de Badajoz, qui épouse Luis Gómez-Acebo y Duque de Estrada (1934-1991), vicomte de la Torre ;
- Juan Carlos de Borbón (né en 1938), roi d'Espagne sous le nom de Juan Carlos Ier (1975–2014), qui s'unit à la princesse Sofía de Grèce (née en 1938) ;
- Margarita de Borbón (née en 1939), infante d'Espagne (1987) et duchesse de Soria et d'Hernani, qui épouse Carlos Zurita y Delgado (1943) ;
- Alfonso de Borbón (1941–1956), qui meurt d'un tir accidentel de revolver avec lequel jouait son frère Juan Carlos.

## Biographie

### Jeunesse
Troisième fils du roi Alphonse XIII, l'infant Juan n'est d'abord nullement destiné à succéder à son père. Il reçoit donc une éducation soignée mais beaucoup plus simple que celle réservée à un héritier du trône. Il effectue ainsi ses études à Madrid avant d'entrer à  l'école navale. La proclamation de la Seconde République espagnole en 1931 l'oblige à arrêter ses études et à partir en exil. Il obtient cependant du gouvernement britannique l'autorisation de poursuivre sa formation militaire au Royaume-Uni et entre par la suite dans la Royal Navy. Il passe alors plusieurs années sur les mers et sert notamment dans le port de Bombay, en Inde.

### Futur prétendant
En 1933, la vie de l'infant Juan est totalement bouleversée et il doit interrompre brutalement sa carrière dans la marine. Cette année-là, les frères aînés de l'infant renoncent tour à tour à leurs droits à la couronne espagnole et au titre de prince des Asturies : Alphonse de Bourbon (1907-1938), le prince hémophile, renonce sous la pression de son père, pour épouser une roturière cubaine, Edelmira Sampedro-Ocejo (1906-1994), puis dix jours plus tard, son frère Jacques de Bourbon (1908-1975), l'infant sourd, renonce également sous la pression de son père, dont les conseillers prétextent de la surdité de l'infant pour lui préférer son frère puîné. Du jour au lendemain, l'infant Juan passe donc pour son père du statut de cadet à celui de futur chef de famille et participe activement aux actions des monarchistes alphonsistes aux côtés du roi déchu, qui lui donne le titre de courtoisie de prince des Asturies.
Le 29 septembre 1936, le dernier prétendant carliste, Alphonse-Charles de Bourbon (1849-1936), duc de San Jaime, trouve la mort dans un accident de la circulation à Vienne. Une partie des traditionalistes espagnols (ainsi que l'ensemble des légitimistes français) reconnaît dès lors Alphonse XIII comme l'unique roi légitime. Certains parmi les carlistes placent leurs espoirs dans la personne de l'infant Juan plutôt qu'en celle de son père, dont le règne est jugé trop libéral.
Juan est présenté comme chef de famille par son père le 15 janvier 1941, lorsque l'ancien roi Alphonse XIII « abdique » en sa faveur ; et le 28 février suivant, celui-ci décède. Quelques semaines plus tard, le 8 mars 1941, l'infant Jean abandonne son titre de courtoisie de prince des Asturies et se donne celui de comte de Barcelone pour marquer sa nouvelle revendication de prétendant au trône.

### L'infant Juan et l'Espagne franquiste
Durant la Guerre d'Espagne, Juan tente à plusieurs reprises d'entrer dans l'armée nationaliste pour lutter contre la République. Mais, en Espagne, des partisans du soulèvement militaire, en particulier la Phalange, ne le soutiennent pas, et le général Francisco Franco lui refuse l'autorisation de participer au combat. Arrivé dans son pays d'origine sous la fausse identité de Juan López en 1936, il est ainsi arrêté dans la localité d'Aranda de Duero, puis expulsé. Malgré tout, les relations de l'infant et de son père avec les autorités nationalistes restent cordiales, et les Bourbons sont alors persuadés que la victoire du général Franco amènera la restauration monarchique.
Cependant, la fin du conflit en 1939 ne débouche pas sur le retour du souverain déchu et Alphonse XIII et sa famille restent condamnés à l'exil. La dictature du général Franco s'installe et les relations du général avec le nouveau prétendant se dégradent pendant la Seconde Guerre mondiale. À partir de 1943, le « comte de Barcelone » se présente de plus en plus ouvertement comme le représentant d'une monarchie démocratique, opposée au fascisme et à la dictature. Cherchant à recevoir l'appui des Britanniques et des Américains, qui envisagent quelque temps d'envahir l'Espagne, Juan fait connaître publiquement ses idées libérales en publiant un Manifeste aux Espagnols en 1945. Malheureusement pour le prétendant, les Anglo-Saxons abandonnent rapidement l'idée de renverser le caudillo, et Juan doit se contenter d'incarner une certaine opposition au général Franco.
En 1946, le comte de Barcelone, son épouse et leurs enfants quittent la Suisse et s'installent à Estoril, au Portugal. De là, le prétendant est en contact étroit avec ses partisans espagnols et les puissances étrangères. À plusieurs reprises, il rencontre le général Franco mais ses entretiens avec le dictateur le convainquent que ce dernier n'a aucune intention d'abandonner le pouvoir.

### De prétendant à père de roi

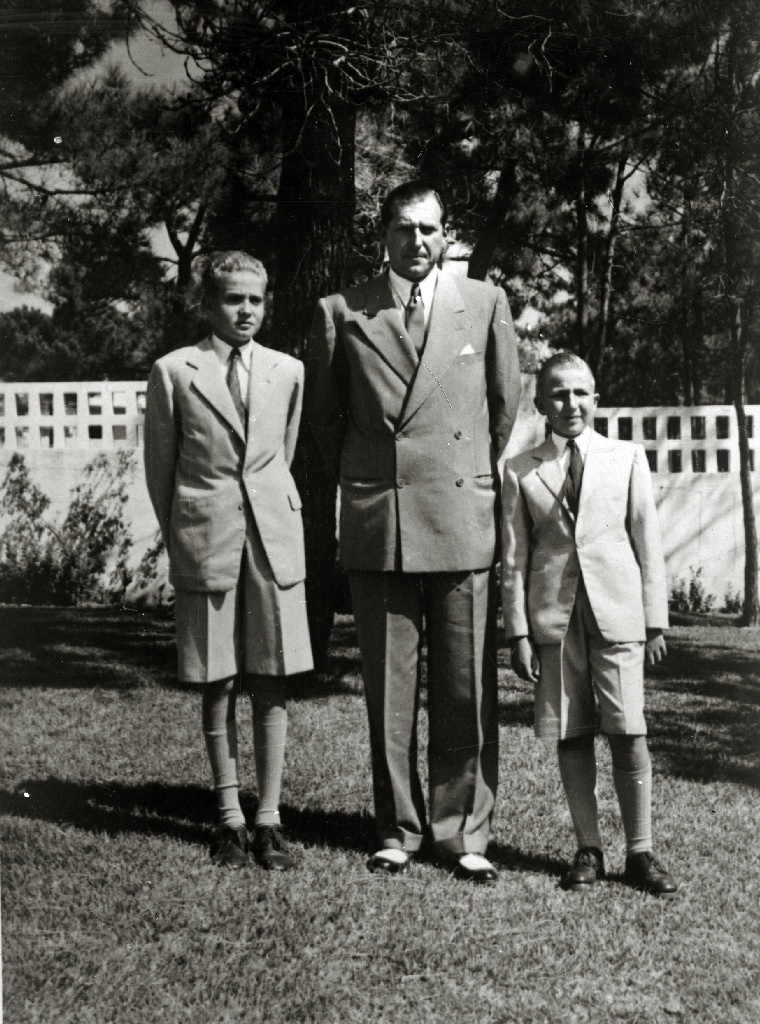
Photographié en 1950 entre ses deux fils, Juan Carlos (gauche) et Alfonso (droite).

En 1948, le comte de Barcelone autorise cependant son fils à partir étudier en Espagne et à y vivre sous la tutelle du dictateur. À première vue anodin, cet événement marque pourtant profondément l'avenir de l'Espagne et de cette branche cadette de la maison de Bourbon. Pendant plusieurs années, le caudillo cherche en effet à façonner le jeune prince dans l'idéologie franquiste et à l'opposer à son père. En 1969, le général fait même officiellement de Juan Carlos son successeur et lui octroie le titre de prince d'Espagne. Entre le comte de Barcelone et son fils, l'amertume s'installe.
De son côté, le prince Jacques de Bourbon, duc d'Anjou et de Ségovie (frère aîné de Juan), revient sur sa renonciation au trône d'Espagne le 6 décembre 1949. En 1963, celui-ci se déclare ainsi chef et souverain de l'ordre de la Toison d'or, en tant qu'héritier du trône d'Espagne, puis il prend, en 1964, le titre de courtoisie de duc de Madrid, en tant que successeur de la branche carliste. En 1969, le prince accepte la désignation par Franco de son neveu Juan Carlos comme prince d'Espagne et futur roi, mais le mariage d'Alphonse de Bourbon (1936-1989) (fils aîné du duc d'Anjou) avec la petite-fille préférée du général Franco en 1972 ravive les craintes de dissensions au sein de la famille du futur roi Juan Carlos.
En 1975, la mort du général Franco fait du prince Juan Carlos le nouveau roi d'Espagne : entre le comte de Barcelone et son fils la rupture est alors très nette. L'infant Juan et son épouse rentrent malgré tout dans leur pays en 1976 et la comtesse de Barcelone joue les réconciliatrices entre son époux et son fils. Conscient que la couronne est pour lui inaccessible et que son fils est largement accepté par les milieux monarchistes, don Juan renonce finalement à la couronne le 14 mai 1977, et son fils lui décerne officiellement le titre de comte de Barcelone.
En 1978, le comte de Barcelone est nommé amiral honoraire de la Marine espagnole. Le 4 décembre 1988, il est promu capitaine général de l'armée.
En 1980, le comte de Barcelone est diagnostiqué d'un cancer du larynx au Memorial Hospital de New York. Il meurt le 1er avril 1993 à la Clinique universitaire de Navarre, à Pampelune. Son corps est inhumé au monastère de l'Escurial, avec certains honneurs pourtant réservés aux souverains.

## Titulature

### Titulature officielle
- 20 juin 1913 - 14 mai 1977 : Son Altesse Royale don Juan de Borbón y Battenberg, infant d’Espagne ;
- 14 mai 1977 - 1er avril 1993 : Son Altesse Royale le comte de Barcelone.

### Titulature de courtoisie
- 6 septembre 1938 - 8 mars 1941 : Son Altesse Royale le prince des Asturies ;
- 8 mars 1941 - 14 mai 1977 : Son Altesse Royale le comte de Barcelone.